# Afrofrancoguaianesos
Afrofrancoguaianesos o negres francoguaianesos són un poble de la Guaiana Francesa que són d'ascendència africana.
Cap el 2003 la població d'ascendència africana (incloent mulats) són el major grup ètnic de la Guaiana Francesa i sumaven aproximadament el 66% de la població del territori.
Segons The Joshua Project en 2016 hi havia un total de 108.000 mestissos francoguaianesos, a més de 21.000 njukes i 5.500 saramaka, en total 134.500 individus.